# Jaap-Derk Buma
Jaap-Derk Buma (Den Haag, 27 augustus 1972) is een voormalige Nederlandse hockeyer. Hij speelde 143 officiële interlands (negentien doelpunten) voor de Nederlandse hockeyploeg.
De razendsnelle aanvaller maakte zijn debuut op 5 november 1994 in de oefeninterland België-Nederland (1-8). Zijn laatste interland speelde hij op 9 maart 2002 bij het wereldkampioenschap in Kuala Lumpur: de troostfinale Nederland-Zuid-Korea (2-1). In dat duel maakte Buma het winnende doelpunt (golden goal).
Hij speelde achtereenvolgens voor HC Klein Zwitserland, HC Bloemendaal, Amsterdam en BH & BC Breda. Met die laatste club dwong hij in het voorjaar van 2004 promotie af naar de hoofdklasse door HC Tilburg in de play-offs (best-of-three) te verslaan. Dat wapenfeit was voor de spits evenwel geen aanleiding zijn carrière te verlengen: hij besloot te stoppen met tophockey.
Jaap-Erik Buma is de zoon van oud-international Edo Buma (1946), die deel uitmaakte van het Nederlandse team, dat op de Olympische Spelen in Mexico-Stad op de 5de plaats eindigde.

## Internationale erelijst
| JAAR | TOERNOOI               | PLAATS                 | RESULTAAT     |
| ---- | ---------------------- | ---------------------- | ------------- |
| 1996 | Champions Trophy       | Chennai, India         | Eerste plaats |
| 1997 | Champions Trophy       | Adelaide, Australië    | Vierde plaats |
| 1998 | Wereldkampioenschap    | Utrecht, Nederland     | Eerste plaats |
|      | Champions Trophy       | Lahore, Pakistan       | Eerste plaats |
| 1999 | Champions Trophy       | Brisbane, Australië    | Derde plaats  |
|      | Europees kampioenschap | Padova, Italië         | Tweede plaats |
| 2000 | Champions Trophy       | Amstelveen, Nederland  | Eerste plaats |
|      | Olympische Spelen      | Sydney, Australië      | Eerste plaats |
| 2002 | Wereldkampioenschap    | Kuala Lumpur, Maleisië | Derde plaats  |

Jacques Brinkman · 
Jaap-Derk Buma · 
Jeroen Delmee · 
Marten Eikelboom · 
Piet-Hein Geeris · 
Ronald Jansen · 
Erik Jazet · 
Bram Lomans · 
Teun de Nooijer · 
Wouter van Pelt · 
Stephan Veen · 
Guus Vogels · 
Diederik van Weel · 
Sander van der Weide · 
Remco van Wijk · 
Peter Windt ·
Coach: Maurits Hendriks